# Kent Cooper
Kent Cooper (1880-1965), journaliste américain, fut le directeur général de l'Associated Press de 1925 à 1943, une entreprise dans laquelle il a travaillé 41 ans et qu'il a poussé à s'implanter en Europe, en se faisant le chantre de la liberté d'informer.

## Biographie
Né à Columbus, dans l'Indiana, Kent Cooper est le fils d'un représentant démocrate au congrès américain. Il fait des études d'anglais à l'Université de l'Indiana à partir de 1898, qu'il interrompt au bout d'un an pour devenir reporter dans la presse d'Indianapolis avant de rejoindre le groupe de presse d'Edward Willis Scripps, ancêtre de United Press International, pour diriger le bureau d'Indianapolis. 
En 1910, il rejoint les rangs de l'Associated Press et propose au directeur général Melville Stone l'idée de recourir au téléphone plutôt qu'au télégraphe, déjà utilisé chez le concurrent Edward Willis Scripps. Il est nommé chef du département du "trafic" en 1912 puis en 1920 assistant du directeur général. À la fin de la Première Guerre mondiale, alors qu'il seconde Melville Stone, plus âgé que lui, il est partisan d'aller plus vite vers une libéralisation totale du marché mondial des agences, décision qui ne sera prise que plus tard, lors de Accord du 26 août 1927 sur l'information.
En 1925, Kent Cooper a succédé à Melville Stone et Frederick Roy Martin.
En 1931, il ouvre un bureau d'AP à Londres, d'autres suivant à Paris et Berlin. Il développe un réseau de bureaux en Amérique du Sud et en Europe et introduit la transmission de photo par câble en 1935.
Kent Cooper a donné son nom au Glacier Cooper, en Antarctique.